# Stanisław Marcin Ulam

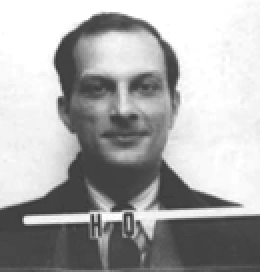
Stanisław Ulam (Foto auf seinem Los-Alamos-Dienstausweis während des Zweiten Weltkriegs)

Stanisław Marcin Ulam (auch Stanley Ulam; * 13. April 1909 in Lemberg, Österreich-Ungarn; † 13. Mai 1984 in Santa Fe) war ein polnisch-US-amerikanischer Mathematiker.

## Leben und Wirken
Ulam entstammte einer polnisch-jüdischen Mittelstandsfamilie mit Angehörigen im Bankensektor und der holzverarbeitenden Industrie. Sein Vater war Anwalt.
Sein Mathematiklehrer war der polnische Mathematiker Stefan Banach, einer der führenden Köpfe der Lemberger Mathematikerschule. Entsprechend der Ausrichtung der polnischen Schule beschäftigte sich Ulam dort hauptsächlich mit Fragen aus Maßtheorie, Topologie und Logik. Typisch waren in Polen auch intensive Diskussionen in Café-Häusern, und Ulam sammelte die damals diskutierten Probleme später in einigen Büchern, z. B. in   „The Scottish Book“, benannt nach dem „Schottischen Cafe“ in Lemberg.
1930 führte er das Konzept der messbaren Kardinalzahl ein (eine spezielle Große Kardinalzahl, die Kardinalzahl {\displaystyle \kappa } einer Menge ist, für die ein {\displaystyle \kappa }-additives (0,1)-wertiges Maß auf der Potenzmenge definiert werden kann) und bewies, dass diese stark unerreichbar sind. Das Konzept hat sich als fruchtbar für die axiomatische Mengenlehre erwiesen. 1933 wurde er promoviert.
Ulam ging 1938 auf Einladung von George David Birkhoff als ein Harvard Junior Fellow in die USA. In dieser Zeit bewies er mit John C. Oxtoby den Satz von Oxtoby und Ulam über die Ergodizität maßerhaltender Homöomorphismen von Mannigfaltigkeiten. 1940 wurde er Assistant Professor an der University of Wisconsin und unterstützte seinen Bruder Adam, der am Vorabend des Zweiten Weltkrieges aus Polen emigriert war. 1943 wurde er US-Staatsbürger und im selben Jahr lud ihn sein Freund John von Neumann zu einem geheimen Projekt in New Mexico ein. Ulam wurde Mitarbeiter des Manhattan-Projektes.
Ulam war an der frühen Entwicklung von Nuklearwaffen beteiligt. Er zeigte, dass Edward Tellers frühes Modell der Wasserstoffbombe unzulänglich war, und begann, eine bessere Methode zu entwickeln. Er war der Erste in den USA, der feststellte, dass man alle Komponenten einer Wasserstoffbombe in eine Hülle packen kann, eine Spaltbombe an das eine Ende und das thermonukleare Material an das andere, und dann die Schockwellen der Spaltbombe verwenden kann, um den Fusionsstoff zu komprimieren und explodieren zu lassen. Teller widersprach dieser Idee zuerst, erkannte dann aber ihre Vorzüge und schlug die Verwendung von Röntgen- bzw. Gammastrahlung anstelle von Schockwellen vor. „Strahlungsimplosion“ – wie die Methode dann genannt wurde – ist seither die Standardmethode für die Zündung von Wasserstoffbomben (siehe Teller-Ulam-Design).
Ulam entwickelte gemeinsam mit John von Neumann und Nicholas Metropolis die Monte-Carlo-Methode, um komplizierte mathematische Integrale mit Hilfe von Zufallszahlen auszuwerten, als er an theoretischen Problemen während des Manhattan-Projektes in Los Alamos arbeitete. Er arbeitete an einer der ersten größeren numerischen Simulationen auf Computern, dem Fermi-Pasta-Ulam-Experiment, das chaotisches Verhalten nichtlinear gekoppelter Oszillatoren-Ketten zeigte.
Weiterhin ist sein Name durch die Untersuchung des Collatz-Problems bekannt; die dort verwendete Funktion wird manchmal „Ulam-Funktion“ genannt. Bisher ungelöst ist auch das Muster der Ulam-Spirale, einer grafischen Darstellung von Primzahlen.
Stanislaw Ulam machte einen Vorschlag für einen nuklearen Pulsantrieb, der ein Raumschiff durch Atombombenexplosionen antreiben sollte. Das geheime Orion-Projekt, das Mitte der 1950er Jahre Ulams Vorschlag aufgriff, blieb jedoch auf der Stufe einer Machbarkeitsstudie stehen. 1957 wurde Ulam in die American Academy of Arts and Sciences gewählt, 1966 in die National Academy of Sciences und 1967 in die American Philosophical Society.
2020 wurde die Filmbiografie Abenteuer eines Mathematikers veröffentlicht. Der Originaltitel des Films (Adventures of a Mathematician) entspricht dabei demjenigen der Autobiografie, die Ulam 1976 veröffentlichte.

## Schriften (Auswahl)
- The Scottish Book: A Collection of Problems, Los Alamos 1957
- Collection of Mathematical Problems, New York 1960
- Sets, Numbers and Universes, Cambridge, Massachusetts 1974, ISBN 0-262-02108-0.
- Adventures of a Mathematician, Berkeley, Kalifornia 1976, ISBN 0-520-07154-9.
- Mathematics and Logic mit Mark Kac, New York 1986, ISBN 0-486-67085-6.
- Science, Computers, and People, Birkhäuser, Boston 1986, ISBN 0-8176-3276-X.

Ausführliche Bibliographie im Sonderheft zu Ulam, Los Alamos Science 1987.